# Canada
A Canada era uma das principais unidades de medida de volume para líquidos em Portugal antes da adopção do Sistema Internacional de Unidades, que já não é mais usada correntemente. Tornou-se, antes de tudo, um maneirismo linguístico. O litro, por exemplo, chegou a ser chamado "canada nova".
O valor da canada variava de localidade para localidade, mas aproximava-se, normalmente, dos actuais 1,4125, e dividia-se em 4 quartilhos. 6 canadas constituíam 1 pote, e 12, um almude. Foi usada a partir do século XIV.